# لاشینا
لاشینا یا لَشینا (به انگلیسی: Lashina) یک شخصیت خیالی در کتاب‌های کامیک آمریکایی منتشر شده توسط دی‌سی کامیکس است. شخصیت لاشینا توسط نویسنده و طراح جک کربی خلق شده‌است که برای اولین بار در شمارهٔ ۶ از نخستین جلد مجموعه مستر میراکل (ژانویه ۱۹۷۲) حضور پیدا کرد. لاشینا به عنوان یک سلحشور در پرورشگاه گرنی گودنس (محیطی به شدت طاقت فرسا که تنها قوی‌ترین افراد قادر به زنده ماندن هستند) بزرگ شده بود و رهبری گروه زنان فیوری را پس از اینکه بیگ باردا سیارهٔ آپوکالیپس را به مقصد زمین ترک نمود بر عهده گرفت.

## توانایی‌ها و قدرت‌ها
به عنوان یکی از اعضای گروه ایزدان جدید، لاشینا دارای قدرت، سرعت، و دوام ابرانسانی است. او همچنین رزمی‌کاری حرفه‌ای به‌شمار می‌رود. در حالی که او در زمینه قدرت یک شخصیت برجسته محسوب نمی‌شود، با این وجود بسیار قدرتمند است و حداقل توانایی مبارزه با شخصیت‌هایی همچون سوپرگرل و زن شگفت‌انگیز را دارد حتی اگر سطح قدرت او در حد آن‌ها نباشد. لاشینا دارای دو شلاق ویژه است که از جنس فلز ساخته شده‌اند و مهارت بسیار بالایی در استفاده از آن‌ها دارد که همچنین قادر به تخلیه بار الکتریکی به افرادی است که در آن گرفتار شده‌اند.